# Danh sách nghệ sĩ K-pop hoạt động cá nhân
Dưới đây là danh sách các nghệ sĩ K-pop nổi bật trong hoạt động cá nhân(soloist). (không phải nhóm nhạc). Về danh sách liệt kê các nhóm nhạc thần tượng Hàn Quốc, xem bài Danh sách nhóm nhạc thần tượng Hàn Quốc.

## A
- Ailee
- AJ (BEAST)
- Amber Liu (F(x))
- Asa (BabyMonster)
- Ahyeon (BabyMonster)
- Aisha (Everglow)
- Anna (MEOVV)

## B
- Bada
- Baek Hyun (EXO)
- BoA
- Bora (Sistar)
- Bomi (Apink)
- Baekho (Nu'est)
- Bang Chan (Stray Kids)
- Bobby (iKON)
- B.I
- Belle (Kiss of Life)

## C
- Chae-won (Le Sserafim)
- Chen (EXO)
- Cho Yo
- CL (2NE1)
- CNU (B1A4)
- Changbin (Stray Kids)
- Lee Chae-yeon (Iz*One)
- Chiquita (BabyMonster)

## D
- Daesung (Big Bang)
- Dana
- Park Dara (2NE1)
- D.O. (EXO)
- Doyoung (Treasure)
- Danielle (NewJeans)
- Dino (SEVENTEEN)
- Dokyeom (SEVENTEEN)

## E
- Eunhyuk (Super Junior)
- Eun Ji Won
- E.via
- Eric Nam
- Eunji (Apink)
- Eunha (GFriend)
- E:U (EVERGLOW)
- Eunseo (WJSN)
- Eric (The Boyz)
- Kwon Eun-bi (Iz*One)

## G
- G.NA
- Gary (Leessang)
- Gil (Leessang)
- Gummy
- G-Dragon (Big Bang)
- Gu Ha-ra (Kara)
- Gain (Brown Eyed Girls)
- Giselle ( Aespa)

## H
- Hani (EXID)
- Haerin (NewJeans)
- Hanni (NewJeans)
- Hyein (NewJeans)
- Hanbin (Tempest)
- Heejin (LOONA)
- Hoshi (Seventeen)
- Heeseung (ENHYPEN)
- Hwasa (MAMAMOO)
- Hyunjin (Stray Kids)
- Han Seung-yeon (Kara)
- Ham Eun-jeong (T-ara)
- Ha Ji Won
- Haha
- Heo Ga Yoon (4minute)
- Heo Young Saeng (SS501)
- Hong Jin-Young
- Henry Lau
- Hyolyn (Sistar)
- Hyomin (T-ara)
- Hyun Bin
- Huh Gak
- Hwang Chansung (2PM)
- Tiffany (Girls' Generation)
- Park Hwayobi
- Hye Rim
- Huening Kai (TXT)
- Han (Stray Kids)

## I
- Im Chang-jung
- IU
- Ivy
- Irene (Red Velvet)
- I.N (Stray Kids)

## J
- Jisoo ( BLɅϽKPIИK )
- Jennie ( BLɅϽKPIИK )
- J (STAYC)
- JB (GOT7)
- Jackson Wang (GOT7)
- Jinyoung (GOT7)
- JINYOUNG (CIX)
- J-Hope (BTS)
- Jimin (BTS)
- Jung-Kook (BTS)
- Jeonghan (SEVENTEEN)
- Joshua (SEVENTEEN)
- Kim Jaejoong (JYJ)
- Jang Geun Suk
- Jang Hyun Seung (BEAST)
- Jang Na-ra
- Jang Woo Hyuk
- Jay Park
- Jeon Ji Yoon (4minute)
- Jessica Jung
- Jiho (Oh My Girl)
- Nicole Jung (Kara)
- Jo Kwon (2AM)
- Jonghyun (Shinee)
- Jung Yong Hwa (C.N. Blue)
- Junsu (2PM)
- Xiah Junsu
- J.Y. Park
- Jeon Somi
- Jeno (NCT)
- Jaemin (NCT)
- Jungwoo (NCT)
- Jaehyun (NCT)
- JR? (Nu'est)
- Jinu (WINNER)
- Jinjin (Astro)
- Jung Chaeyeon (I.O.I,DIA)
- JR (NU'EST)
- Jae (Day6)
- Jun (SEVENTEEN)
- Juyeon (The Boyz)
- Jacob (The Boyz)
- Julie (Kiss of Life)

## K
- KCM
- Kai (EXO)
- Kan Mi-youn
- Kang Min-hyuk (C.N. Blue)
- Kang Sung-hoon
- Kangin (Super Junior)
- Kangta
- Key (SHINee) (Shinee)
- Kim Samuel
- Kim Kibum (Super Junior)
- Kim Ah-joong
- Kim Bum
- Heechul (Super Junior)
- Kim Himchan (B.A.P)
- Kim Hyo-yeon (Girls' Generation)
- HyunA (4minute)
- Gim Hyeon-jung (SS501)
- Kim Hyung Joon (SS501)
- Kim Jaejoong (JYJ)
- Kim Jong Kook
- Yesung (Super Junior)
- Kim Joon (T-Max)
- Kim Myung-soo (Infinite)
- Kim Seok-Jin (BTS)
- Kim Tae-Hyung (BTS)
- Kim Tae-woo
- Kim Soo Hyun
- Kim Sung-kyu (Infinite)
- Kim Tae-yeon (Girls' Generation)
- Kim Yeonji (SeeYa)
- Kwon So-hyun (4minute)
- Kim Young-sook)
- Gwon Yuri (Girls' Generation)
- K.Will
- Krystal Jung (f(x))
- Kevin (The Boyz)
- karina (aespa)

## L
- Lalisa Manobal ( BLɅϽKPIИK )
- Lay (EXO)
- Henry Lau (Super Junior-M)
- Lee Dong Gun
- Lee Donghae (Super Junior)
- Lee Hi
- Hoya (ca sĩ) (Infinite)
- Lee Hongki (FT Island)
- Lee Hyori (Fin.K.L)
- Lee Hyun
- Lee Ji Hoon
- Lee Jin (Fin.K.L)
- Lee Joon (MBLAQ)
- Lee Jun Ki
- Lee Min Ho
- Lee Seung Gi
- Seung Ri (Big Bang)
- Sunny (ca sĩ) (Girls' Generation)
- Lee Sungmin (Super Junior)
- Leeteuk (Super Junior)
- Luna (ca sĩ) (F(x))

## M
- Minnie ( I-DLE )
- Miyeon ( I-DLE )
- MC Mong
- MC Sniper
- Min Hae Kyung
- Min Hyorin
- Minzy Gong
- Mina
- Minwoo
- Mun Hui-jun
- Moon Jong Up ( B.A.P )
- Mino ( WINNER )
- Kang Mina( I.O.I Gugudan )
- MJ ( ASTRO )
- Moon Bin ( ASTRO )
- Mingyu ( SEVENTEEN )
- Mashiho ( Treasure )
- Minji (NewJeans)
- Minju (ILLIT)
- Moka (ILLIT)

## N
- Nam Ji Hyun (4minute)
- Nana (After School (ban nhạc))
- Nichkhun (2PM)
- Narsha
- Nicole Jung (Kara)
- Nicky Lee
- No Min Woo
- NS Yoon-G
- Nayeon (Twice)
- Ningning (aespa)
- New (The Boyz)
- Natty (KISS OF LIFE)

## O
- Onew (Shinee)

## P
- Park Bom
- Park Jeong-Ah (Jewelry)
- Park Jimin (BTS)
- Park Jung Min (SS501)
- Park Ji-yeon (T-ara)
- Park Jin Young
- Leeteuk (Super Junior)
- Park Junyoung
- Park Yong Ha
- Jay Park
- Park Shin Hye
- Park Myeong-su
- Park Min Young
- Park So Yeon (T-ara)
- PSY
- Park Dara
- Park Ji Hoon (Wanna One)
- Pharita (BabyMonster)

## Q
- Qri (T-ara)

## R
- Rosé ( BLɅϽKPIИK )
- RM ( BTS )
- Ryeowook (Super Junior)
- Bi (Rain)
- Ryu Hwa Young
- Ryu Hyoyoung (Co-ed) (5dolls)
- Ruka (BabyMonster)
- Rora (BabyMonster)
- Rami (BabyMonster)

## S
- Soyeon ( (G)I-DLE )
- Shuhua ( (G)I-DLE )
- Soojin ( EX.(G)I-DLE )
- Solar (MAMAMOO)
- Seungri (BIGBANG)
- Suga (BTS)
- Seungyoon (WINNER)
- Seungkwan (SEVENTEEN)
- S.Coups (SEVNTEEN)
- Soobin (TXT)
- Jeon Somi (soloist)
- Kim Samuel
- Jung Sewoon
- Se7en
- Sehun (EXO)
- Seohyun (Girls' Generation)
- Seulgi Red Velvet
- Seo In-guk
- Changmin
- Shim Eun Jin
- Shin Dongho (U-KISS)
- Shindong (Super Junior)
- Shin Hae Chul
- Shin Hye Sung
- Shin Ji
- Ahn Sohee
- Solbi
- Son Dam Bi
- Son Dong-woon (BEAST)
- Song Ji-hyo
- Suho (EXO)
- So Yeon (T-ara)
- Suzy (cựu thành viên MissA)
- Sooin (MEOVV)

## T
- T.O.P (Big Bang)
- Tablo (Epik High)
- Tae Bin
- Taecyeon (2PM)
- Taemin (SHINee)
- Tae Jin Ah
- Taegoon
- Taeyang (Big Bang)
- Tasha Reid
- Tim
- Tony An
- Taeyeon (SNSD)
- Tzuyu (Twice)
- Taeyong (NCT)
- Ten (NCT)
- The8 (SEVENTEEN)

## U
- U;Nee
- Uee
- Uhm Jung Hwa

## V
- ViVi (LOONA)
- Victoria Song (F(x))
- V (BTS)
- Vernon (SEVENTEEN)

## W
- Wooyoung (2PM)
- Wax
- Wheesung
- Woo Sung-hyun (U-KISS)
- Wendy (Red Velvet)
- Winwin (NCT)
- WOOZI (SEVENTEEN)
- WONWOO (SEVENTEEN)
- Winter (aespa)
- Wonyoung ( IVE )

## Y
- Yuqi ( (G)I-DLE )
- Yeri (ca sĩ) (Red Velvet)
- Yena (IZ*ONE)
- Jung Ye-rin (Ex.GFriend)
- Yuri  (IZ*ONE)
- Yeeun (CLC)
- Yeji (Itzy)
- Yuna (Itzy)
- Yang Hyun Suk
- Yang Yo-seob (BEAST)
- Yeon Woo
- Yesung (Super Junior)
- Yim Jae Beom
- Yoo Ara
- Yuju (EX.GFriend)
- Yun Eunhye
- Yoon Mi-rae
- Yong Jun-hyung (BEAST)
- Yoochun (Ex JYJ)
- Yoona (Girls' Generation)
- You Hee-Yeol
- Younha
- Yubin
- Yu Seung-ho
- Yunho (TVXQ)
- Yoon Doo-joon (BEAST)
- Park Ye-eun
- Yangpa
- Yeonjun (TXT)
- Felix (Yongbok) (Stray Kids)
- Yedam (Treasure)
- Yoshi (Treasure)
- Younghoon (The Boyz)
- Yunhyung (iKON)
- Yeseo (Ex Kep1er, MADEIN)
- Yunah (ILLIT)

## Z
- Zelo (B.A.P)
- Chu Mịch (Super Junior-M)
- ZiA
- Zico (Block B)